# Synoicum atlanticum
Synoicum atlanticum is een zakpijpensoort uit de familie van de Polyclinidae. De wetenschappelijke naam van de soort is voor het eerst geldig gepubliceerd in 1968 door Millar.